# بيلي كولينغز
بيلي كولينغز (بالإنجليزية: Billy Collings)‏ هو لاعب كرة قدم بريطاني، ولد في 10 يونيو 1940 في غلاسكو في المملكة المتحدة. لعب مع كوين أوف ساوث ونادي دمبرتون ونادي غرينوك مورتون.